# كوه ديم بالا
كوه ديم بالا (بالفارسية: کوه دیم بالا) هي قرية تقع في منطقة بولان في إيران. يقدر عدد سكانها بـ 397 نسمة بحسب إحصاء 2016.